# Будище (Волынская область)
Будище (укр. Будище) — село в Колодяжненской сельской общине Ковельского района Волынской области Украины.
Код КОАТУУ — 0722183602. Население по переписи 2001 года составляет 120 человек. Почтовый индекс — 45061. Телефонный код — 3352. Занимает площадь 475 км².